# Santa Catarina (Guanajuato)
Santa Catarina è un comune dello stato di Guanajuato, nel Messico centrale, il cui capoluogo è l'omonima località.
La popolazione della municipalità è di 5 120 abitanti (2010) e copre un'area di 195,297 km².